# Hanns August Fürchtegott von Globig
Hanns August Fürchtegott von Globig (* 3. August 1773 in Dresden; † 16. Februar 1832 ebenda) war ein deutscher Politiker und sächsischer Wirklicher Geheimer Rat und Kammerherr.

## Leben und Wirken
Er stammte aus dem sächsischen Adelsgeschlecht von Globig und war der Sohn von Hans Gotthelf von Globig. Er wurde Ratsherr in Dresden und war Kammerherr am sächsischen Hof. Er stand in Kontakt mit Carl Maria von Weber. Als Gesandter nahm er am Bundestag teil.
Als Beauftragter des sächsischen Hofes musste er in Pressburg den Diktatfrieden, benannt-getarnt als „Friedens- und Freundschaftsvertrag“, am 18. Mai 1815 unterzeichnen, der zur Teilung des Königreiches Sachsen führte und in die Schlussakte des Wiener Kongresses aufgenommen wurde.
Er starb im 59. Lebensjahr an Entkräftung und Nervenschlag auf der Borngasse in Dresden.